# The Frozen Tears of Angels
| Оценки критиков | Оценки критиков |
| Источник        | Оценка          |
| --------------- | --------------- |
| About.com       | [ 1 ]           |
| AllMusic        | [ 2 ]           |
| Jukebox:Metal   | [ 3 ]           |

The Frozen Tears of Angels (c англ. «Замёрзшие слёзы ангелов») — студийный альбом итальянской симфоник-метал-группы Rhapsody of Fire, вышедший в 2010 году.
The Frozen Tears of Angels — концептуальный альбом и является третьей главой в саге о Тёмной Тайне, которая была начата в альбоме Symphony of Enchanted Lands II: The Dark Secret. Второй главой является альбом Triumph or Agony, выпущенный в 2006 году. Как говорят сами создатели альбома, музыка The Frozen Tears of Angels более быстрая и гитарно-ориентированная, чем в двух предыдущих главах саги.

## Список композиций
Все тексты написаны Лукой Турилли и Алексом Старополи, вся музыка написана Лукой Турилли и Алексом Старополи.
| №                   | Название                                        | Длительность |
| ------------------- | ----------------------------------------------- | ------------ |
| 1.                  | «Dark Frozen World»                             | 2:12         |
| 2.                  | «Sea of Fate»                                   | 4:48         |
| 3.                  | «Crystal Moonlight»                             | 4:25         |
| 4.                  | «Reign of Terror»                               | 6:52         |
| 5.                  | «Danza di fuoco e ghiaccio» (Танец Огня и Льда) | 6:26         |
| 6.                  | «Raging Starfire»                               | 4:54         |
| 7.                  | «Lost in Cold Dreams»                           | 5:14         |
| 8.                  | «On the Way to Ainor»                           | 6:59         |
| 9.                  | «The Frozen Tears of Angels»                    | 11:17        |
| Общая длительность: | Общая длительность:                             | 59:42        |

| №   | Название                           | Длительность |
| --- | ---------------------------------- | ------------ |
| 10. | «Labyrinth of Madness»             | 4:00         |
| 11. | «Sea of Fate» (оркестровая версия) | 3:53         |

| №   | Название             | Длительность |
| --- | -------------------- | ------------ |
| 12. | «Immortal New Reign» | 5:28         |

## Участники записи
- Фабио Лионе — вокал
- Лука Турилли — гитара
- Доминико Леуркин — гитара
- Алекс Старополи — клавишные
- Патрис Гуирс — бас-гитара
- Алекс Хольцварт — ударные
- Кристофер Ли — рассказчик